# London Revolution Society
La London Revolution Society est une association politique britannique destinée à célébrer la mémoire de la Glorieuse Révolution. Elle prend un rôle public important en 1788, à l'occasion des célébrations du centenaire de la Glorieuse Révolution, mais existait sans doute avant (le compte rendu des célébrations du 4 novembre 1788 mentionne qu'elle a été fondée peu après la Glorieuse Révolution de 1688, mais aucune trace de son existence à la fin du XVIIe siècle n'a été retrouvée). C'est au cours de la célébration du 4 novembre 1789 que le docteur Richard Price prononce son célèbre Discours sur l'amour de la patrie, éloge vibrant de la Révolution française, qui pousse Edmund Burke à réagir et lance ainsi la grande controverse en Angleterre sur le sens de la Révolution française. Dans les premières pages de Reflections on the Revolution in France (1790), Burke s'en prend violemment à Price et à la Revolution Society, soulignant que ce club privé ne représente que lui-même et ne doit pas se présenter comme le porte-parole de la nation anglaise. La London Revolution Society continue à célébrer la Glorieuse Révolution par un sermon commémoratif et un dîner chaque 4 novembre. Cependant, la société souffre des attaques de Burke. Les membres les plus modérés commencent à déserter les réunions et les dîners, et on ne trouve plus trace de ses activités après le 4 novembre 1793.